# Béla Andrássy
Béla Andrássy (n.? 1854,?-d. 1 mai 1873, Budapesta ) a fost un scriitor, poet și publicist maghiar.